# 蔚州玉皇阁
蔚州玉皇阁，又称靖边楼，是明代洪武年间修扩建蔚州城时修建的城防设施，后也做玉皇阁用。蔚州玉皇阁现位于中华人民共和国河北省张家口市蔚县北城墙上，为以二层楼阁——玉皇阁大殿为主体建筑的建筑群。蔚州玉皇阁建成后多次修缮，1996年被列为第四批全国重点文物保护单位。

## 建设与保护

蔚州玉皇阁是全国重点文物保护单位

明代洪武年间，首任蔚州卫掌印指挥使周房修扩建蔚州城，新修筑的蔚州城墙的北城垣无城门，城墙之上建有靖边楼，即今玉皇阁。靖边楼于洪武十年（1377年）建成。不过靖边楼建成之初仅用于城防，并无祀神活动。直至正德年间协镇公孙成驻守蔚州城，在靖边楼奉玉帝，此后方才出现玉皇阁的称呼。时至万历年间，蔚州玉皇阁因年久失修而残破。万历二十六年（1598年），山西道士贺清善成为住持，无论寒暑，每日跪诵真经。此举引得官绅商民捐资，于万历二十七年（1599年）到万历四十二年（1614年）重修玉皇阁。此次重修除了对玉皇阁本身进行维修外，在阁内又建龙虎殿、钟鼓楼等设施，还在周边村镇修建“香火院”。
万历年修缮后，直至康熙五十八年（1719年）蔚州玉皇阁方才再次经历大规模维修。玉皇阁住持本洁首倡因蔚州玉皇阁失修，开始募集资金。蔚州路中军守备王道民等官员及蔚州各地士绅、商人、平民相继捐款，历时三年竣工。乾隆二十六年（1761年）到乾隆三十二年（1767年），蔚州玉皇阁补修配室。乾隆四十六年（1781年），蔚州玉皇阁新修戏台，同时因为玉皇阁山门等建筑已有坍塌摧毁的情况，于是由蔚州路参将梦克等人出面，从商贾处集资修缮玉皇阁。此后，道光二十五年（1845年）、光绪二十三年（1897年）两次重修均是以地方官员筹款，商贾出资的形式进行。到光绪末年，蔚州玉皇阁的的所有权和管理权逐渐归各商户所有，住持僧道无法干涉。
中华人民共和国成立后，1959年对蔚州玉皇阁进行过维修。文化大革命期间，蔚县本地人利用泥覆盖于玉皇阁内壁画之上，并在墙上钉上木条，壁画得以保存。1982年再次对蔚州玉皇阁修缮，此次修缮由最高人民检察院副检察长张苏题写“玉皇阁”牌匾。1982年7月，蔚州玉皇阁以玉皇阁之名列入河北省文物保护单位。1996年11月，中华人民共和国国务院公布第四批全国重点文物保护单位，蔚州玉皇阁位列其中。2010年代，蔚县文物事业管理所对蔚州玉皇阁进行保护维修。蔚州玉皇阁是2024年8月上线的电子游戏《黑神话：悟空》的取景地之一。

## 建筑形制

### 概述
蔚州玉皇阁以蔚州古城墙北城墙为基，位于北城墙中部，向北突出。阁坐北朝南，总面积超2000平方米。蔚州玉皇阁最南端原有四柱三间柱不出头的牌楼，牌楼毁于中国抗日战争期间。由此向北的同一轴线上分布着龙虎殿（天王殿）、山门、玉皇阁大殿。山门和其前的十八级台阶将蔚州玉皇阁分成存在3米多高差的前、后两院。阁东西两侧另有各一角门，有夹道连接前、后院。

### 前院
蔚州玉皇阁的前院分布有一间龙虎殿（天王殿）、三间东配殿（钵堂）、三间西配殿（斋堂）、东西各三间正禅房、用于保存石刻的浅廊等建筑。其中龙虎殿（天王殿）为硬山顶，铺布瓦的小建筑。面阔三间，进深二间。脊檩下有题“大明万历二十八，岁次庚子，冬朔月，旦元吉创立”。东、西配殿同为硬山布瓦顶。分列在石阶两侧的正禅房为单坡顶。

### 后院
后院由蔚州玉皇阁大殿、钟楼、鼓楼组成。钟楼、鼓楼分列玉皇阁大殿前，山门两侧，钟鼓楼同为面阔进深各一间重檐歇山顶，铺布瓦的二层楼阁。钟鼓楼面阔三间，进深三间，平面呈方形。钟鼓楼各有四根金柱，十二根檐柱，各柱直径15厘米。
玉皇阁大殿为整个蔚州玉皇阁的核心建筑，面阔五间（约21米），进深四间（12米），高近15米。大殿外观为三层檐，包括一道腰檐，实际为两层。重檐歇山绿琉璃顶，正脊有三尊驮着宝瓶的青狮白象，正脊两端吻兽为盘龙。屋檐下斗拱为一斗三升，三层檐下的斗拱施单翘三踩。玉皇阁大殿有十根直径均超过40厘米的金柱，均为通柱；大殿有围廊，下檐有三十八根檐柱，柱础与墁地砖平。大殿上层有游廊，有三十二根檐柱，其中二十六根为腰檐柱，断面有方有圆。大殿采取五架梁，其中有一根跨度超过8米的构件。大殿二层南侧与北侧施隔扇门，东侧和西侧明间为隔扇，次间为木板围护。

## 壁画与碑刻
蔚州玉皇阁大殿内存有壁画，分别绘制在东壁、西壁、北壁之上。其中北壁壁画横近13米，纵约2.5米，面积32平方米。以玉皇大帝像为中分为东、西两部分，绘制有五岳大帝、西王母等共计41位人物。东壁、西壁各横7米有余，纵约2.5米，面积约18平方米，内容为道教雷部三十六将，东、西各18位。每位雷将腰间挂腰牌，上书如“行雨雷公旁天君”等内容。壁画人物以吴带当风为主，绘画手法为工笔重彩，沥粉帖金。历史上蔚州玉皇阁大殿内壁画与现存壁画有所不同，明万历年间，殿内存玉皇大帝与仙童女侍的塑像，无现存五帝、西王母之壁画，东壁、西壁则绘制的是“十五龛诸圣”。到乾隆三十二年（1767年），内容改为朱雀、玄武、螭虯等。
蔚州玉皇阁大殿的廊下存有8通石碑，其中7通为明代和清代历次的重修碑，包括《蔚萝重修北城垣玉皇阁神祠碑志铭》（明万历四十二年，1614年）、《重修蔚州北城玉皇阁碑记》（清康熙五十八年，1719年）、《重修蔚州北城玉皇阁碑记》（光绪二十三年，1898年）等。另有明代山西布政司右参议苏志皋于嘉靖二十三年（1544年）题《天仙子》碑一通，《天仙子》碑竖刻7行草书，前3行为词，后4行为跋。此碑除书法价值外，内容还记录了明嘉靖二十三年（1544年），蒙古兵抵紫荆关的一场战事。